# 植物胶
植物胶（英語：gum）是植物来源的多糖胶。最狭义的植物胶指树胶，即某些植物（尤其是木本植物）自然流出的多糖胶，如桃胶、阿拉伯胶、雪燕。从植物中提取出来的多糖胶也属于植物胶，如果胶、瓜尔胶。由于藻类曾经被归类为植物，最广义的植物胶甚至包含从藻类中提取的多糖胶，如琼脂、卡拉胶。
若植物的流出物为树胶和树脂的混合物，则称为胶树脂（英語：gum resin）；若为精油、树胶和树脂的混合物，则称为油胶树脂（英語：oleo-gum-resin）。某些称为树胶的植物产品并非真正的树胶，如加拿大树胶其实是一种油树脂（英語：oleoresin）。